# 兹德涅克·雷姆萨
兹德涅克·雷姆萨（捷克語：Zdeněk Remsa，1928年12月29日—2019年6月22日），捷克斯洛伐克前男子跳台滑雪运动员。他曾参加1948年冬季奥林匹克运动会跳台滑雪比赛，最终获得第20名。